# Équipe de France de rugby à XV au Championnat du monde junior 2019
L'équipe de France de rugby à XV des moins de 20 ans au Championnat du monde junior 2019 termine première de la compétition en battant l'Australie en finale.

## Résultats

### Phase de poule
| Première journée 4 juin 2019 | (bo) France -20 | 36 - 20 (15 - 13) | Fidji -20 | Racecourse Stadium, Rosario Arbitre : Nika Amashukeli |

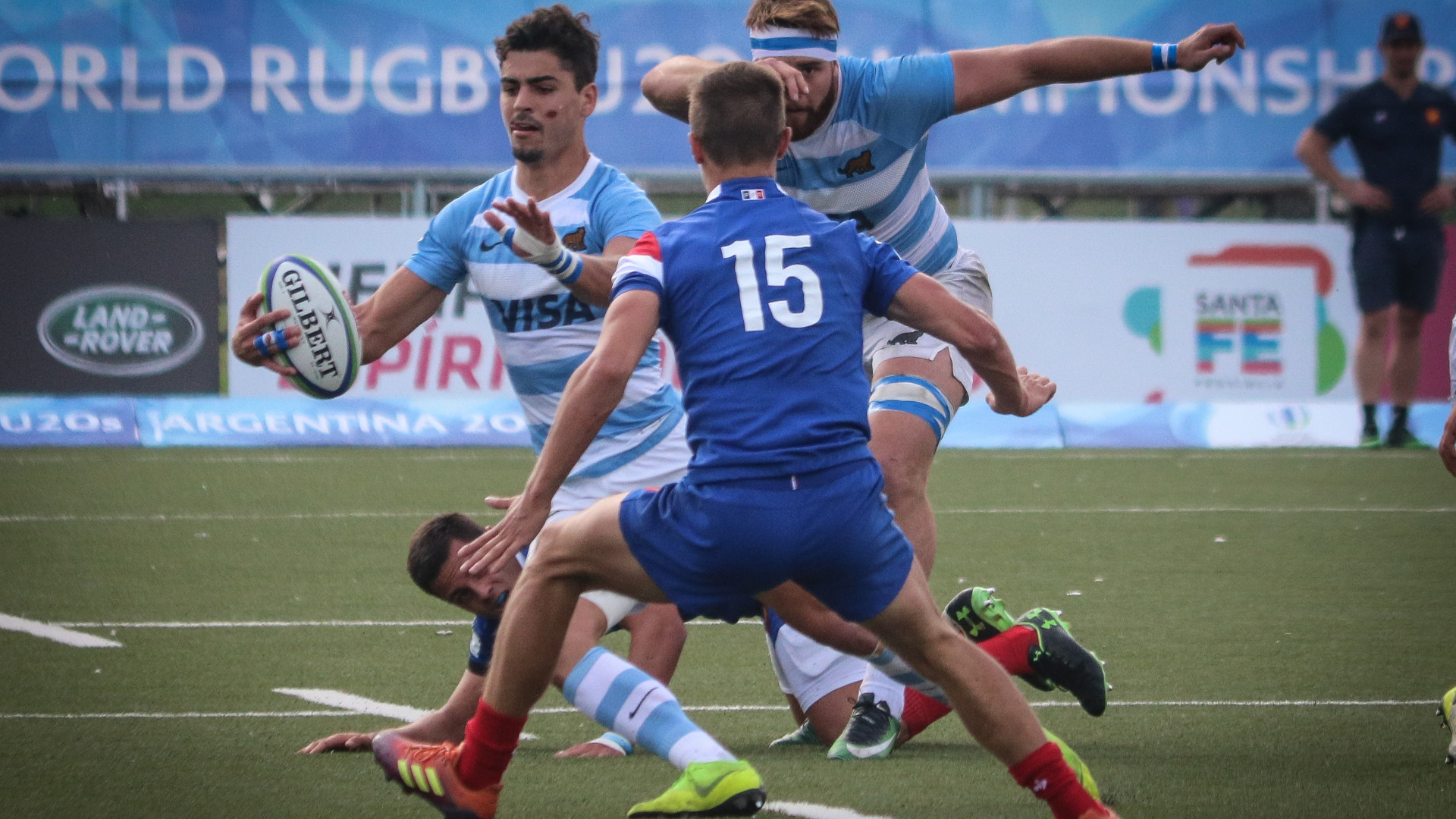
Affrontement entre les jeunes Argentins et Français en phase de poule.

| Première journée 4 juin 2019 | Essai(s) : 5 Taofiénua (2e), Joseph (26e, 59e, 73e), Coly (53e) Transformation(s) : 4 Smaïli (3e, 54e, 60e, 75e) Pénalité(s) : 1 Smaïli (15e) Carton(s) jaune(s) : 1 Dumortier (44e) | Rapport           | Essai(s) : 2 Ramasibana (36e), Waqaninavatu (66e) Transformation(s) : 2 Muntz (39e, 68e) Pénalité(s) : 2 Muntz (5e, 13e) | Racecourse Stadium, Rosario Arbitre : Nika Amashukeli |
| Première journée 4 juin 2019 | | Rapport           | | Racecourse Stadium, Rosario Arbitre : Nika Amashukeli |

| Deuxième journée 8 juin 2019 | (bo) France -20 | 32 - 13 (10 - 8) | Pays de Galles -20                                            | Racecourse Stadium, Rosario Arbitre : Rasta Rasivhenge |
| Deuxième journée 8 juin 2019 | Essai(s) : 4 Carbonel (22e), Pinto (47e), Lebel (65e), Delbouis (80e+2) Transformation(s) : 3 Carbonel (23e, 66e, 80e+3) Pénalité(s) : 2 Carbonel (14e, 55e)) | Rapport          | Essai(s) : 2 Lewis (en) (5e, 73e) Pénalité(s) : 1 Evans (25e) | Racecourse Stadium, Rosario Arbitre : Rasta Rasivhenge |
| Deuxième journée 8 juin 2019 | | Rapport          |                                                               | Racecourse Stadium, Rosario Arbitre : Rasta Rasivhenge |

| Troisième journée 12 juin 2019 | (bo) France -20 | 26 - 47 (7 - 34) | Argentine -20 (bo) | Racecourse Stadium, Rosario Arbitre : Christophe Ridley (en) |
| Troisième journée 12 juin 2019 | Essai(s) : 4 Delord (28e), Joseph (44e), Taofifénua (53e), Lebel (76e) Transformation(s) : 3 Carbonel (29e, 44e, 54e) Carton(s) rouge(s) : 1 Zegueur (11e) | Rapport          | Essai(s) : 5 Gallo (11e), García (13e), González (21e), Dimcheff (40e+1), Castro (en) (70e) Transformation(s) : 4 de la Vega (12e, 14e, 23e), Roger (71e) Pénalité(s) : 5 de la Vega (3e, 25e, 40e+2, 49e), Roger (62e) Carton(s) jaune(s) : 1 Bur (es) (27e) Carton(s) rouge(s) : 1 Isgró (19e) | Racecourse Stadium, Rosario Arbitre : Christophe Ridley (en) |
| Troisième journée 12 juin 2019 | | Rapport          | | Racecourse Stadium, Rosario Arbitre : Christophe Ridley (en) |

### Classement des poules
| Rang | Pays               | J | V | N | D | Bo | Bd | Pm  | Pe  | Diff | Pts |
| ---- | ------------------ | - | - | - | - | -- | -- | --- | --- | ---- | --- |
| 1    | Argentine -20      | 3 | 2 | 0 | 1 | 2  | 1  | 113 | 70  | +43  | 11  |
| 2    | France -20         | 3 | 2 | 0 | 1 | 3  | 0  | 94  | 80  | +14  | 11  |
| 3    | Pays de Galles -20 | 3 | 2 | 0 | 1 | 1  | 0  | 87  | 85  | +2   | 9   |
| 4    | Fidji -20          | 2 | 0 | 0 | 2 | 1  | 0  | 62  | 121 | -59  | 1   |

### Phase finale
| Demi-finale 17 juin 2019 | Afrique du Sud -20                                                     | 7 - 20 (7 - 14) | France -20                                                                 | Racecourse Stadium, Rosario Arbitre : Craig Evans (en) |
| Demi-finale 17 juin 2019 | Essai(s) : 1 Mbatha (en) (40e) Transformation(s) : 1 Hendrikse (40e+1) | Rapport         | Essai(s) : 1 Joseph (20e) Pénalité(s) : 5 Carbonel (5e, 8e, 30e, 60e, 70e) | Racecourse Stadium, Rosario Arbitre : Craig Evans (en) |
| Demi-finale 17 juin 2019 |                                                                        | Rapport         |                                                                            | Racecourse Stadium, Rosario Arbitre : Craig Evans (en) |

| Finale 22 juin 2019 20 h 30 | Australie -20 | 23 - 24 (13 - 18) | France -20 | Racecourse Stadium, Rosario Arbitre : James Doleman (en) |
| Finale 22 juin 2019 20 h 30 | Essai(s) : 3 Nawaqanitawase (1re), Lonergan (21e), Wilson (47e) Transformation(s) : 1 Harrison (en) (48e) Pénalité(s) : 2 Harrison (20e, 58e) | Rapport           | Essai(s) : 2 Lachaud (6e), Burin (34e) Transformation(s) : 1 Carbonel (7e) Pénalité(s) : 4 Carbonel (17e, 38e, 56e, 65e) | Racecourse Stadium, Rosario Arbitre : James Doleman (en) |
| Finale 22 juin 2019 20 h 30 | | Rapport           | | Racecourse Stadium, Rosario Arbitre : James Doleman (en) |

| Australie -20 Titulaires Isaac Lucas (en) 15 Triston Reilly (en) 14 Semisi Tupou (en) 13 Noah Lolesio 12 Mark Nawaqanitawase 11 Will Harrison (en) 10 Michael McDonald (en) 9 Will Harris (en) 8 Fraser McReight 7 Harry Wilson 6 Trevor Hosea 5 Michael Wood (en) 4 Josh Nasser (en) 3 Lachlan Lonergan 2 Angus Bell 1 Remplaçants Joe Cotton (en) 16 Bo Abra (en) 17 Darcy Breen 18 Rhys van Nek (en) 19 Esei Ha'angana (en) 20 Nick Frost 21 Carlo Tizzano 22 Henry Robertson (en) 23 Entraîneur Jason Gilmore (en) |  |  |  | France -20 Titulaires 15 Matthis Lebel 14 Vincent Pinto 13 Arthur Vincent 12 Julien Delbouis 11 Donovan Taofifénua 10 Louis Carbonel 9 Léo Coly 8 Jordan Joseph 7 Thibaut Hamonou 6 Matthias Haddad 5 Florent Vanverberghe 4 Killian Geraci 3 Alex Burin 2 Théo Lachaud 1 Jean-Baptiste Gros Remplaçants 16 Rayne Barka 17 Eli Eglaine 18 Giorgi Beria 19 Paul Mallez 20 Gauthier Maravat 21 Mathieu Hirigoyen 22 Mathieu Smaïli 23 Quentin Delord Entraîneur Sébastien Piqueronies |

## Le groupe champion du monde
Les joueurs ci-après sont présents au Championnat du monde. Les noms en gras désignent les joueurs qui ont joué la finale,.
| Entraîneur | Entraîneur             | Sébastien Piqueronies, Aubin Hueber, David Darricarrère                            |
| Avants     | Pilier                 | Giorgi Beria, Alex Burin, Eli Eglaine, Jean-Baptiste Gros, Paul Mallez             |
| Avants     | Talonneur              | Rayne Barka, Théo Lachaud                                                          |
| Avants     | Deuxième ligne         | Killian Geraci, Gauthier Maravat, Florent Vanverberghe                             |
| Avants     | Troisième ligne aile   | Matthias Haddad, Thibaut Hamonou, Mathieu Hirigoyen, Loïc Hocquet, Sacha Zegueur   |
| Avants     | Troisième ligne centre | Jordan Joseph                                                                      |
| Arrières   | Demi de mêlée          | Léo Coly, Quentin Delord                                                           |
| Arrières   | Demi d'ouverture       | Louis Carbonel                                                                     |
| Arrières   | Centre                 | Julien Delbouis, Ethan Dumortier, Mathieu Smaïli, Arthur Vincent , Antoine Zeghdar |
| Arrières   | Ailier                 | Vincent Pinto, Donovan Taofifénua                                                  |
| Arrières   | Arrière                | Alexandre de Nardi, Matthis Lebel                                                  |